# Shin'ichi Morioka
Shinichi Morioka (森岡 慎一 Morioka Shinichi?) nacido el 25 de marzo de 1972 es un ilustrador de la prefectura de Hyōgo en Kōbe, Japón.

## Trabajos
- The King of Fighters '94 (diseño de personajes)
- The King of Fighters '95 (diseño de personajes)
- Pilot Kids (diseño de personajes)
- Daraku Tenshi: The Fallen Angels (diseño de personajes)
- Devilman (ilustraciones para Kōdansha)